# Жардин-ди-Анжикус
Жардин-ди-Анжикус (порт. Jardim de Angicos) — муниципалитет в Бразилии, входит в штат Риу-Гранди-ду-Норти. Составная часть мезорегиона Центр штата Риу-Гранди-ду-Норти. Входит в экономико-статистический микрорегион Анжикус. Население составляет 2841 человек на 2006 год. Занимает площадь 254,045 км². Плотность населения — 11,2 чел./км².

## История
Город основан 3 марта 1963 года.

## Статистика
- Валовой внутренний продукт на 2003 год составляет 5 027 515,00 реалов (данные: Бразильский институт географии и статистики).
- Валовой внутренний продукт на душу населения на 2003 год составляет 1820,24 реалов (данные: Бразильский институт географии и статистики).
- Индекс развития человеческого потенциала на 2000 год составляет 0,628 (данные: Программа развития ООН).